# 标枪防空导弹
标枪肩射防空导弹是马岛战争后英国取代吹管防空导弹的第二代步兵防空导弹。  
1993年，英军的标枪导弹被标枪S-15，商业名星爆，以及1997年的星光导弹取代。

## 历史
马岛战争中，英、阿双方都使用的吹管防空导弹暴露出其无能。双方发射了100多枚，但仅击落两架：一架英国海鹞GR3 (XZ972)被阿根廷陆军特种部队击落，一架阿根廷的MB-339教练机 (0766 (4-A-114))在绿鹅战役中被击落。

## 作战使用
类似于采取了手動視線指令導引、无线电制导的吹管防空导弹的外观，标枪导弹稍微更紧凑一些，采用半自動視線指令導引无线电制导技术。

## 装备者
- 加拿大，加拿大陆军
- 英国，英国陆军、英国皇家海军陆战队
- 秘魯
- 马来西亚